# هيزل ساندرز
هيزل ساندرز (16 يوليو 1926 في المملكة المتحدة - 29 ديسمبر 1996) (بالإنجليزية: Hazel Sanders)‏ هي لاعبة كريكت بريطانية. شاركت مع منتخب إنجلترا للكريكت.

## وصلات خارجية
- هيزل ساندرز على موقع إي آس بي آن كريك إنفو (الإنجليزية)